# باتیل
باتیل (به عربی: ناحیة باتیل) یک منطقهٔ مسکونی در عراق است که در شهرستان سمیل واقع شده‌است. باتیل ۲٬۰۸۳ نفر جمعیت دارد.